# Matt Duncan
Matthew Dominic Fletcher Duncan (Glasgow, 29 de agosto de 1959) es un exjugador británico de rugby que se desempeñaba como alero.

## Selección nacional
Fue convocado al XV del Cardo por primera vez, en enero de 1986 para enfrentar a Les Bleus y disputó su último partido en enero de 1989 ante los Dragones rojos. En total jugó 18 partidos y marcó siete tries (28 puntos por aquel entonces).

### Participaciones en Copas del Mundo
Solo disputó una Copa del Mundo; Nueva Zelanda 1987 donde el XV del Cardo quedó eliminado en cuartos de final por los eventuales campeones; los All Blacks. Duncan fue titular y marcó tries en todos los partidos de fase de grupos.
| Mundial                       | Sede          | Resultado        | PJ | Tries |
| ----------------------------- | ------------- | ---------------- | -- | ----- |
| Copa Mundial de Rugby de 1987 | Nueva Zelanda | Cuartos de final | 4  | 4     |